# 東遼県
東遼県（とうりょう-けん）は中華人民共和国吉林省遼源市に位置する県。

## 歴史
1902年（光緒28年）、清朝により設置された西安県を前身とする。1947年（民国36年）に北豊県、1949年に西安県、1956年に東遼県と改称された。1959年に遼源市に編入、1962年に再設置、1969年に遼源市に編入、1976年に再設置、1980年に遼源市に編入されるなど行政区画上の改編が行われたが、1983年に再設置され現在に至る。

## 行政区画
9鎮、4郷を管轄：
- 鎮：白泉鎮、渭津鎮、安石鎮、遼河源鎮、泉太鎮、建安鎮、安恕鎮、平崗鎮、雲頂鎮
- 郷：凌雲郷、甲山郷、足民郷、金州郷

## 交通

### 鉄道
- 中国国家鉄路集団
  - 四梅線
  - 遼長線（中国語版）

### 道路
- 高速道路
  -  集双高速道路（中国語版）
  -  営東高速道路（中国語版）
  -  伊通高速道路
- 国道
  -  G229国道（中国語版）
  -  G303国道